# Сукач, Николай Архипович
Николай Архипович Сукач (1919—1944) — командир батальона 1278-го стрелкового полка 391-й стрелковой дивизии 3-й ударной армии 2-го Прибалтийского фронта, майор. Герой Советского Союза.

## Биография
Родился в 1919 году в селе Лукашовка ныне Золотоношского района Черкасской области в семье крестьянина. Украинец.
В 1934 году окончил Хрущевскую семилетнюю школу, в 1937 — Велико-Хуторскую среднюю школу Драбовского Района. Затем учился в Одесском метеорологическом училище. Работал метеорологом.
В 1939 году был призван в Красную Армию. Член ВКП(б)/КПСС с 1942 года.
В Великой Отечественной войне с первых дней. Сражался н Северо-Западном, 2-м Прибалтийском фронтах. В 1942 году окончил Устюгское пехотное училище, курсы «Выстрел».

### Подвиг
В ночь на 20 июля 1944 года батальон Николая Архиповича Сукача получил приказ овладеть высотой 227,7 в районе села Осова. Фашисты оказывали сильное сопротивление, и прорвать их оборону было тяжело. Но всё же высота была взята. Стремясь возвратить потерянные позиции, гитлеровцы на протяжении дня семь раз переходили в контратаки. Но все они были отбиты. Преследуя врага, батальон перешёл в наступление. Мужество коммуниста Сукача служило примером для бойцов и командиров батальона.
Следующий кровопролитный бой разгорелся на шоссе Рациниевки — Режица. Комбат майор Сукач хорошо понимал, что от того, кто овладеет этой магистралью, будет зависит судьба города Режица. Всё время командир батальона находился в боевых порядках рот, воодушевляя бойцов личным примером. 25 июля 1944 года, отражая контратаку танков, комбат гранатами подбил две вражеские машины, а когда противник начал отходить, он поднял батальон в атаку. Решительным ударом бойцы сломили сопротивление гитлеровцев и овладели Режицей.
В этом бою командир батальона майор Николай Архипович Сукач погиб.
Похоронен в братской могиле в посёлке Звиргздене Лудзенского района Латвии.

## Награды
- Указом президиума Верховного Совета СССР от 24 марта 1945 года командиру 1-го стрелкового батальона 1278-го стрелкового полка 391-й стрелковой дивизии 2-го Прибалтийского фронта майору Сукачу Николаю Архиповичу посмертно присвоено звания Героя Советского Союза.
- Награждён орденом Отечественной войны 1-й степени и медалями, среди которых медаль «За отвагу».

## Память
- Именем Героя названа улица в селе Лукашевка и называлась пионерская дружина Хрущевской средней школы.
- Его имя находится на обелиске Славы, сооружённом в честь воинов, погибших в боях при освобождении Лукашевки.